# 1850
| 1850                                          |
| --------------------------------------------- |
| Dødsfald - Fødsler                            |
| • Begivenheder • Litteratur • Musik • Politik |

| Gregoriansk kalender | 1850 MDCCCL             |
| Ab urbe condita      | 2603                    |
| Armensk kalender     | 1299 ԹՎ ՌՄՂԹ            |
| Kinesiske kalender   | 4546 – 4547 己酉 – 庚戌 |
| Etiopisk kalender    | 1842 – 1843             |
| Jødisk kalender      | 5610 – 5611             |
| Hindukalendere       |                         |
| - Vikram Samvat      | 1905 – 1906             |
| - Shaka Samvat       | 1772 – 1773             |
| - Kali Yuga          | 4951 – 4952             |
| Iransk kalender      | 1228 – 1229             |
| Islamisk kalender    | 1266 – 1267             |

Konge i Danmark: Frederik 7. 1848-1863
Se også 1850 (tal)

## Begivenheder

### Januar
- 30. januar – Den danske Rigsdag åbner for første gang

### Februar
- 1. februar – Folketælling i Kongeriget Danmark samt på Grønland og Færøerne

### Marts
- 18. marts – American Express Company grundlægges i Buffalo, New York

### April
- 4. april - Los Angeles grundlægges som en by i Californien med et bystyre

### Juni
- 6. juni - Levi Strauss laver sit første par cowboybukser
- 19. juni – Karl 15. af Sverige, Konge af Sverige og Norge 1859 – 1872 bliver gift

### Juli
- 22. juli - slaget i Neustadter Bugten
- 24-25. juli - Ved Slaget på Isted Hede lider den danske hær betydelige tab, men besejrer den slesvig-holstenske oprørshær

### August
- 7. august - Frederik 7. gifter sig med modehandlersken Louise Rasmussen, der kort forinden er udnævnt til lensgrevinde af Danner

### September
- 9. september – Californien bliver optaget som USA's 31. stat
- 12. september - Slaget ved Mysunde

### Oktober
- 4. oktober - Stormen på Frederiksstad under Treårskrigen

### November
- 24. november - En dansk styrke tilbageviser et slesvig-holstensk angreb på byen Lottorp i Slesvig

### December
- 23. december - Dresden konferencen

### Udateret
- I Kina bryder Taiping-oprøret ud
- I USA indgås der i de nye stater et kompromis om slaveriet
- Universitetet i Sydney grundlægges
- Levi Strauss laver sit første par cowboybukser.
- Treårskrigen afsluttes

## Født
- 7. marts – Tomáš Masaryk, tjekkisk statsmand (død 1937).
- 28. maj – Frederik Læssøe Smidth, dansk grundlægger (død 1899).
- 10. juni – Nielsine Nielsen, Danmarks første kvindelige akademiker (død 1916).
- 24. juni – Horatio Kitchener, engelsk general (død 1916).
- 2. november – Antonio Jacobsen, dansk-amerikansk maler (død 1921).
- 13. november – Robert Louis Stevenson, skotsk forfatter (Skatteøen) (død 1894).
- 1. december – P. E. Lange-Müller, dansk komponist (død 1926).
- 29. december – August Tuxen, dansk kemiker (død 1903).

## Dødsfald
- 20. januar – Adam Gottlob Oehlenschläger, dansk guldalderdigter og forfatter (født 1779).
- 16. april – Marie Tussaud, schweizisk-født skaber af voksmuseum (født 1761).
- 9. juli – Zachary Taylor, USAs 12. præsident (født 1784).
- 12. juli – Robert Stevenson, engelsk/skotsk ingeniør og opfinder (født 1772).
- 26. juli – Friderich Adolph Schleppegrell, dansk generalmajor (født 1792).
- 28. august – Louis-Philippe (Ludvig Filip), tidl. fransk konge, den sidste siden (født 1773).

## Musik
- Maskeballet - opera af Giuseppe Verdi.
- Camptown Races - amerikansk minstrelsang skrevet af Stephen Foster.
- I Danmark er jeg født - sang skrevet af H.C. Andersen.